# Aida Garifullina
Aida Emilewna Garifullina (russisch Аида Эмилевна Гарифуллина; tatarisch Аида Эмил кызы Гарифуллина / Aida Emil qızı Ğärifullina; * 30. September 1987 in Kasan, Tatarische ASSR, Sowjetunion) ist eine russische Opernsängerin (Sopran). Sie stammt aus einer tatarischen Familie. 2014 wurde sie Ensemblemitglied der Wiener Staatsoper. Im Jahre 2017 erhielt sie auch die österreichische Staatsbürgerschaft.

## Leben

### Ausbildung
Aida Garifullina wurde im Kindesalter durch ihre Mutter, eine Chordirigentin, musikalisch gefördert. Mit fünf Jahren nahm sie in Moskau an einem im Fernsehen übertragenen Wettbewerb teil. Im Alter von elf Jahren nahm sie am Konservatorium ihrer Heimatstadt Gesangsunterricht, mit 13 wurde sie Voice of the Year im academic voice-Wettbewerb. Mit 16 Jahren kam Garifullina zum ersten Mal nach Wien, um an der Meisterklasse von Siegfried Jerusalem teilzunehmen. Nach ihrem Schulabschluss begann sie 2005 ein Gesangsstudium bei Jerusalem an der Musikhochschule Nürnberg. Zwei Jahre später wechselte sie an die Universität für Musik und darstellende Kunst Wien, wo sie bei Claudia Visca studierte und 2011 ihren Abschluss machte.

### Opernkarriere

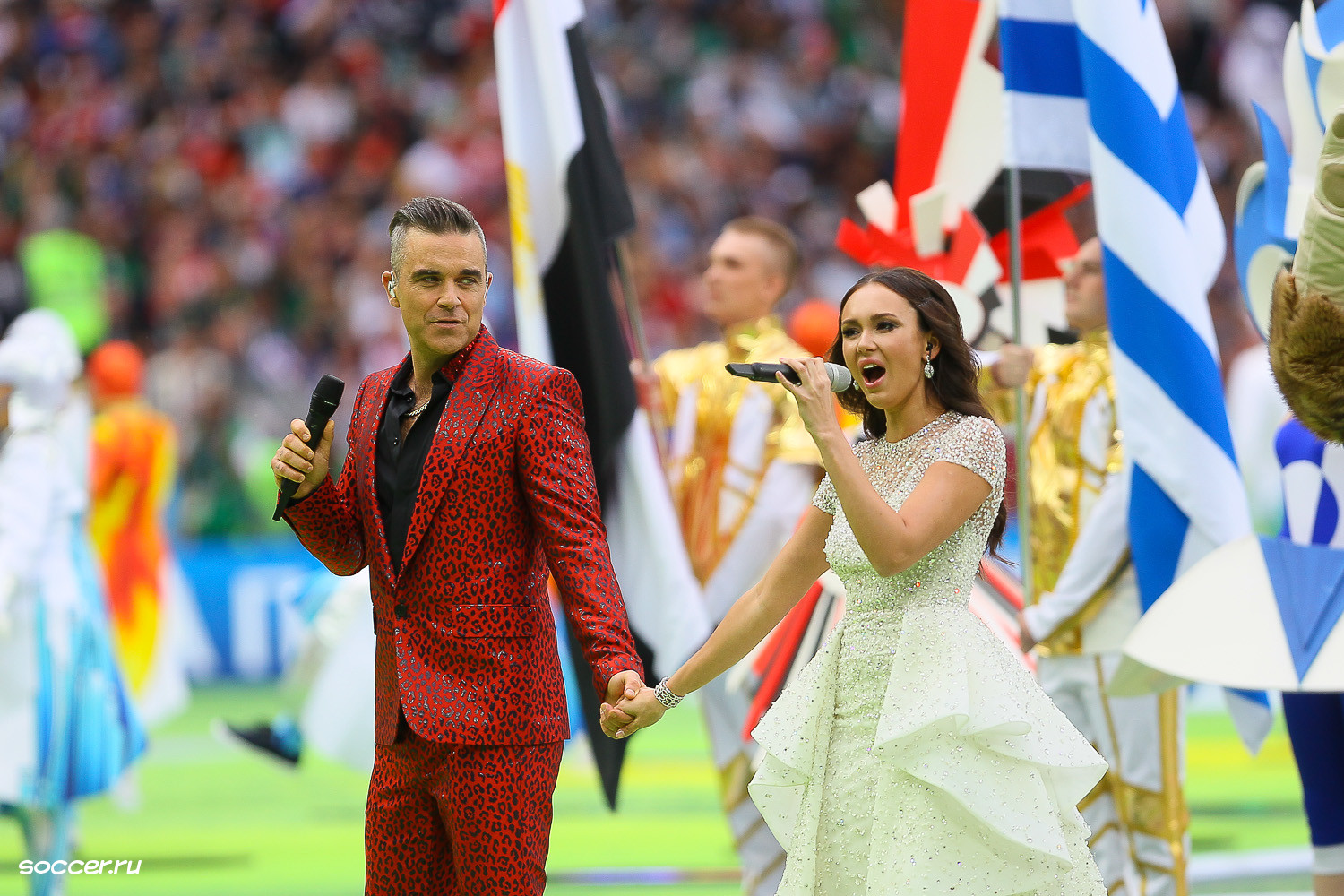
Aida Garifullina mit Robbie Williams bei der Eröffnung der Endrunde der Fußball-Weltmeisterschaft 2018

2012 sang sie erstmals in der Arena von Verona, im Januar 2013 debütierte sie auf Einladung von Valery Gergiev am Mariinski-Theater als Susanna in Le nozze di Figaro. Im August 2013 belegte Garifullina den ersten Platz beim von Plácido Domingo 1993 gegründeten Operalia-Gesangswettbewerb.
Mit Beginn der Spielzeit 2014/15 wurde sie Ensemblemitglied an der Wiener Staatsoper, wo sie unter anderem in der Rolle der Musetta in La Bohème von Giacomo Puccini, als Zerlina (Don Giovanni), Clorinda (La cenerentola von Gioachino Rossini), Eudoxie (La Juive von Fromental Halévy) sowie Adina in L’elisir d’amore von Gaetano Donizetti sang bzw. singt.
Einem breiten Fernsehpublikum wurde sie 2015 im Rahmen der Übertragungen des Wiener Opernballes sowie des Dresdner Opernballes bekannt.
Im Januar 2015 unterzeichnete sie einen Exklusivvertrag mit dem Plattenlabel Decca Classics.
An der Wiener Staatsoper übernahm Garifullina im März 2016 eine der Hauptrollen in der in russischer Sprache gesungenen Aufführung der Oper Tri sestry des ungarischen Komponisten Peter Eötvös (Uraufführung 1998 an der Opéra de Lyon unter dem Titel „Trois sœurs“, Libretto nach Anton Tschechows Schauspiel Drei Schwestern).
Im 2016 erschienenen Film Florence Foster Jenkins über die gleichnamige Sängerin spielte Garifullina Lily Pons.
Im Januar 2017 sang sie an der Wiener Staatsoper die Juliette in Gounods Roméo et Juliette an der Seite von Juan Diego Florez als Roméo. Am 22. Juni 2017 eröffnete sie an der Seite von Dmitri Hvorostovsky (bei dessen letztem öffentlichen Konzert genau 5 Monate vor seinem Tod am 22. November 2017) mit der Sommernachtsgala das Grafenegg Festival. 2017 sang sie außerdem die Rolle der Snegurotschka in Schneeflöckchen und die Musetta in La Bohème an der Opéra National de Paris. Anfang 2018 debütierte sie am Gran Teatre del Liceu in Barcelona als Juliette an der Seite von Saimir Pirgu als Roméo in Roméo et Juliette und an der Metropolitan Opera als Zerlina in Don Giovanni.
Am 14. Juni 2018 trat sie bei der Eröffnung der Endrunde der Fußball-Weltmeisterschaft 2018 im Olympiastadion Luschniki neben Robbie Williams auf. Bei den Salzburger Festspielen sang sie 2018 in einer konzertanten Aufführung von Les Pêcheurs de perles an der Seite von Plácido Domingo als Zurga die Rolle der Leïla. Auf dem im Oktober 2018 erschienenen Album Si von Andrea Bocelli ist sie gemeinsam mit Bocelli mit Ave Maria Pietas zu hören. Im April 2019 debütierte sie an der Staatsoper Unter den Linden als Luisa in Die Verlobung im Kloster von Sergei Prokofjew.
Im Februar 2020 sang sie nach 2015 zum zweiten Mal bei der Eröffnung des Wiener Opernballes.

## Repertoire
- Giacomo Puccini – La Bohème, Musetta & Mimì
- G. Puccini – Turandot, Liù
- Giuseppe Verdi – La Traviata, Violetta
- Giuseppe Verdi – Un ballo in maschera, Oscar
- G. Verdi – Rigoletto, Gilda
- G. Verdi – Falstaff, Nanetta
- Gaetano Donizetti – Don Pasquale, Norina
- G. Donizetti – L’elisir d’amore, Adina
- Wolfgang Amadeus Mozart – Die Zauberflöte, Pamina
- W. A. Mozart – Così fan tutte, Despina
- W. A. Mozart – Le nozze di Figaro, Susanna
- W. A. Mozart – Don Giovanni, Zerlina
- Gioachino Rossini – L’italiana in Algeri, Elvira
- Fromental Halévy – La Juive, Prinzessin Eudoxie
- Sergei Prokofjew – Krieg und Frieden, Natascha Rostova
- Nikolai Rimski-Korsakow – Der goldene Hahn, Königin von Schemacha
- Péter Eötvös – Tri Sestri, Irina
- Charles Gounod – Roméo et Juliette, Juliette Capulet

## Auszeichnungen und Nominierungen (Auswahl)
- Verleihung des Titels Honoured Artist of the Republic of Tatarstan[8]
- 2016: Nominierung für den International Opera Award in der Kategorie Young Female Singer
- 2017: ECHO Klassik in der Kategorie Solistische Einspielung des Jahres – Arien/Rezitale[29]
- 2018: Grammy Awards – Nominierung in der Kategorie Beste Opernaufnahme für Der goldene Hahn[30]

## Diskografie (Auswahl)
- 2017: Aida Garifullina, Dirigent Cornelius Meister, ORF-Radio-Symphonieorchester Wien, Decca Classics
- 2019: Orff: Carmina Burana, mit Toby Spence, Ludovic Tézier, Wiener Singakademie, Shanghai Symphony Orchestra unter Long Yu, Deutsche Grammophon